# Draaikolk (Drievliet)
Draaikolk (eerder Star Dancer) is een breakdance in het Nederlandse attractiepark Familiepark Drievliet.
De in het Friese Heeg gemaakte attractie telt 16 gondels waarin per gondel plaats is voor maximaal twee bezoekers. Op de grote draaischijf van de breakdance bevinden zich vier draaischijven, waarop zich elks vier gondels bevinden.

## Geschiedenis
Sinds de opening van de attractie tot en met 2010, toen hij nog Star Dancer heette, had de attractie een ruimtevaartthema. Zo stond er in het midden van de draaischijf een astronaut. In 2011 werd de attractie hernoemd naar Draaikolk. De astronaut werd vervangen door een haai in een draaikolk. Draaikolk is dus nu gethematiseerd naar de onderwaterwereld en staat in het themagebied Lol Atol.
Voorheen heeft deze molen op de kermis gereisd onder andere onder leiding van v.d. Laan. Deze heeft de molen destijds verkocht aan Drievliet.
De Draaikolk is gebouwd door het Nederlandse bedrijf Nauta Buissink. Er zijn slechts 4 van deze molens gebouwd.
Afbeeldingen · Lijst van attracties